# إلينا فورد
إلينا فورد (بالإنجليزية: Elena Ford) هي سيدة أعمال أمريكية، ولدت في 25 مايو 1966 في نيويورك في الولايات المتحدة.